# Muñeco de nieve

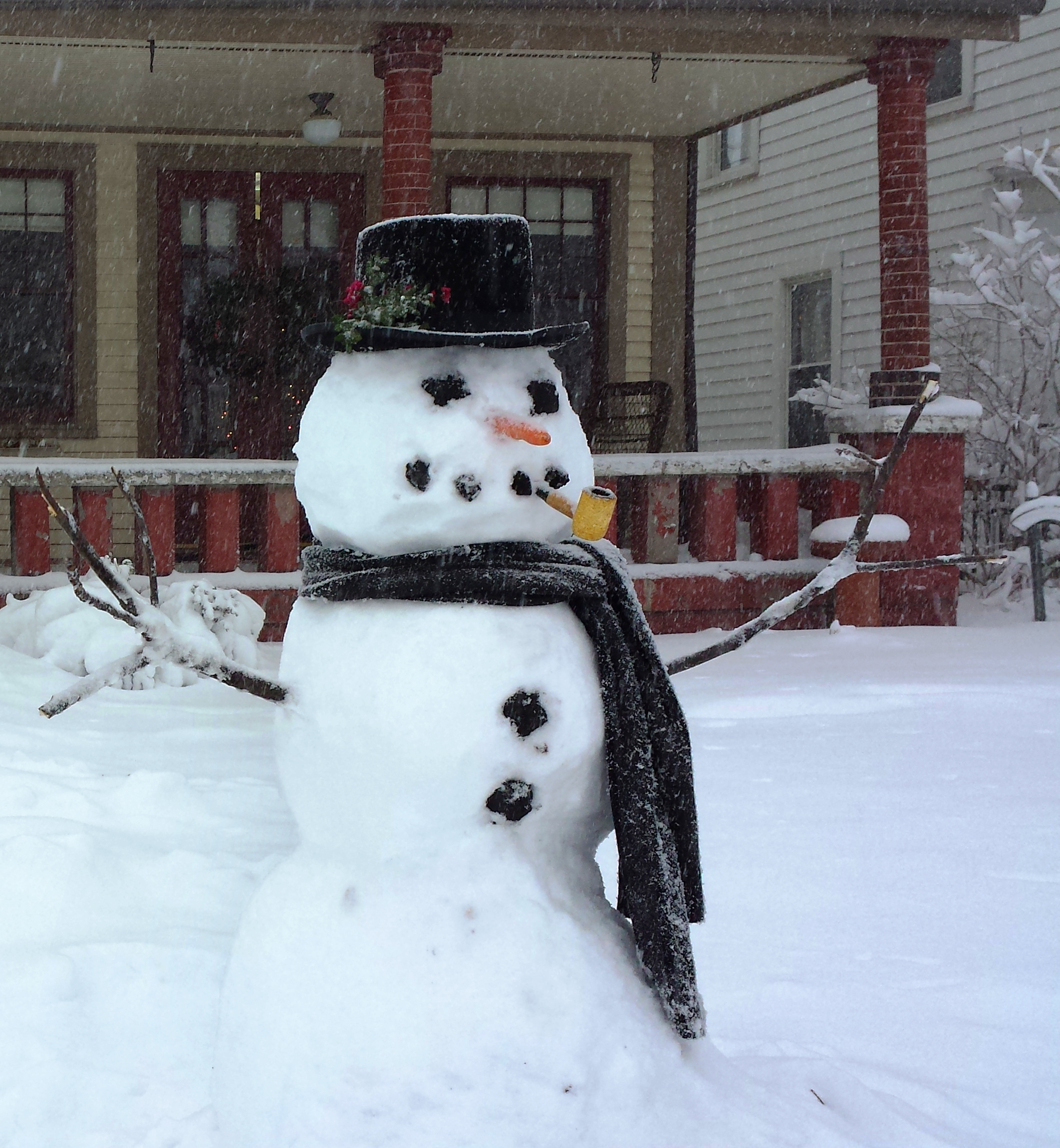
Un muñeco de nieve clásico en Winona Lake, Indiana, Estados Unidos

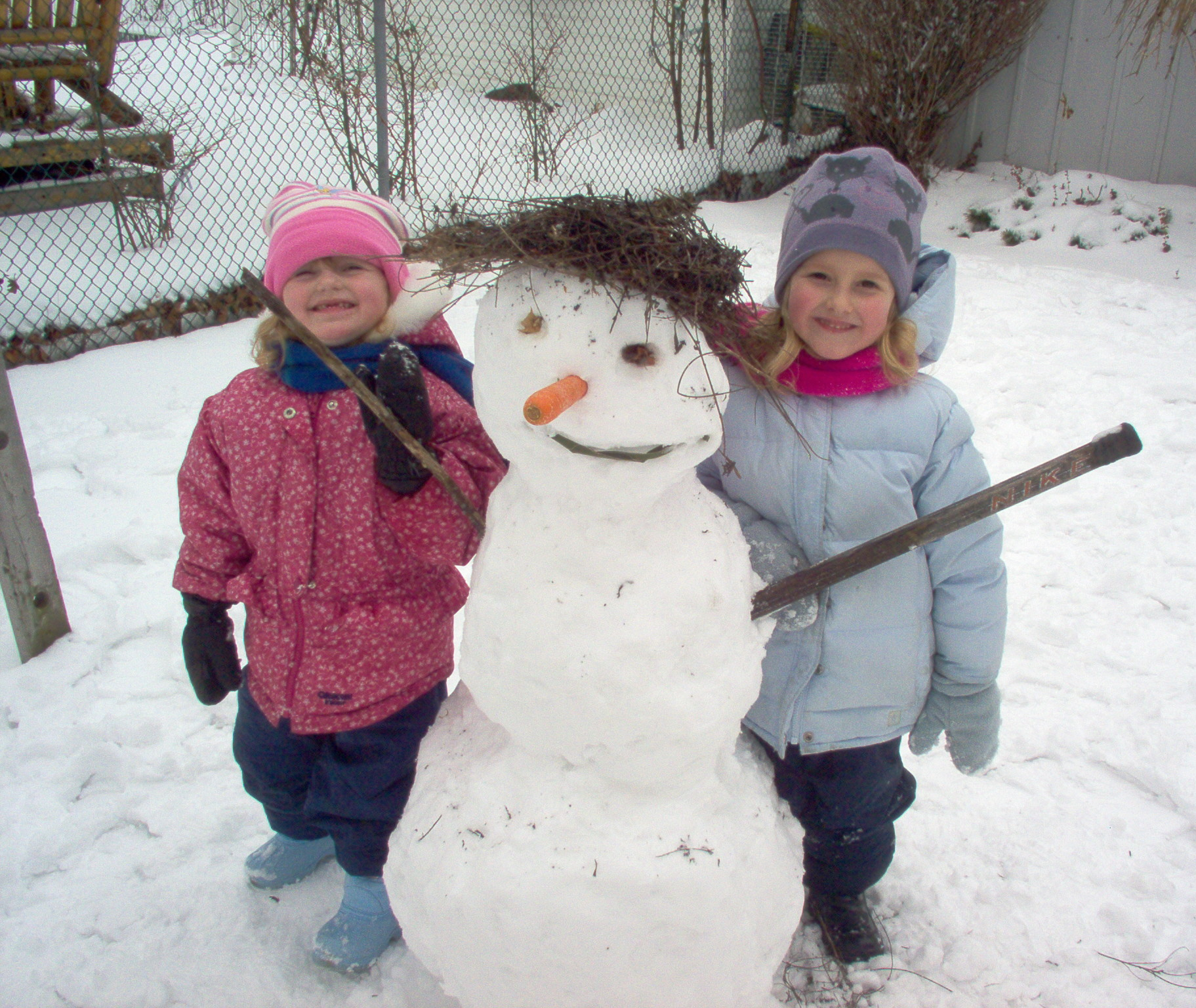
Dos niñas con un muñeco de nieve.

Un muñeco de nieve es una figura hecha de nieve condensada que tiene forma de hombre. La imagen de un muñeco de nieve está conectada popularmente con la Navidad y ligada a la cultura occidental. La construcción de un muñeco de nieve es un entretenimiento invernal para los niños en países y regiones en que abunda este elemento. La palabra "Muñeco de Nieve" es una sola palabra compuesta por un sustantivo y un complemento del nombre.
Un muñeco de nieve puede ser construido haciendo rodar una bola grande de nieve para fabricar un "cuerpo". Una segunda (y a menudo una tercera) bola más pequeña se pone encima figurando la superior como "cabeza". Los rasgos faciales como por ejemplo los ojos y la boca se agregan tradicionalmente usando trozos de carbón o pequeñas piedras, al igual que botones. También se puede añadir una nariz utilizando un trozo de fruta o de verdura como por ejemplo una zanahoria. Por último, en los laterales se colocan a veces unas ramas   para formar los brazos. 
Los muñecos de nieve se representan a menudo con una pipa y un sombrero.

## Los muñecos de nieve en el mundo
- En Reino Unido, los muñecos de nieve se construyen comúnmente con dos bolas de nieve. Sin embargo, en Estados Unidos 'el método de tres bolas' es mucho más popular, según lo demuestra la fotografía a la derecha.
- En Lituania, un muñeco de nieve se denomina hombre sin cerebro. Como una muestra de la protesta contra su gobierno, en el invierno de 2005, los lituanos hicieron 141 muñecos de nieve cerca de su parlamento - uno para cada miembro del parlamento.
- Los muñecos de nieve japoneses, o el daruma de nieve, consisten generalmente en dos en vez de tres bolas de nieve. Se utilizan ramitas para construir los brazos, pedazos de carbón de leña para los rasgos faciales y finalmente se coloca un cubo para hacer el sombrero.

## Galería

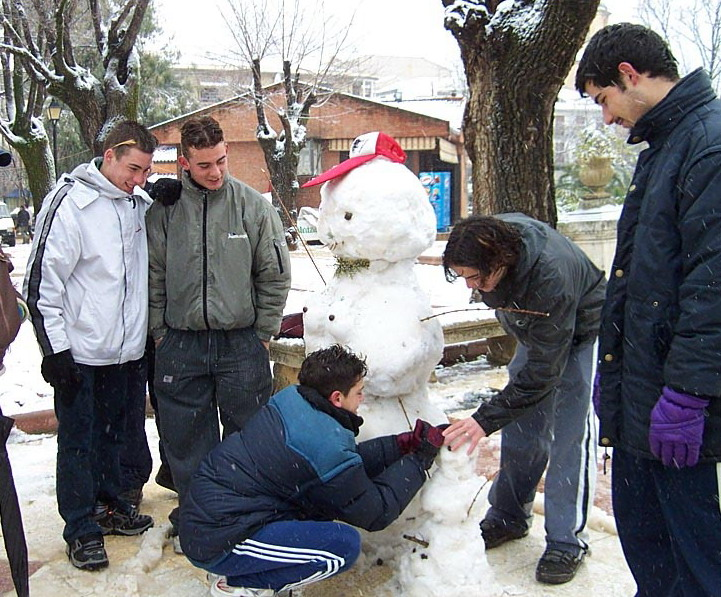
Hombres modelando un muñeco de nieve
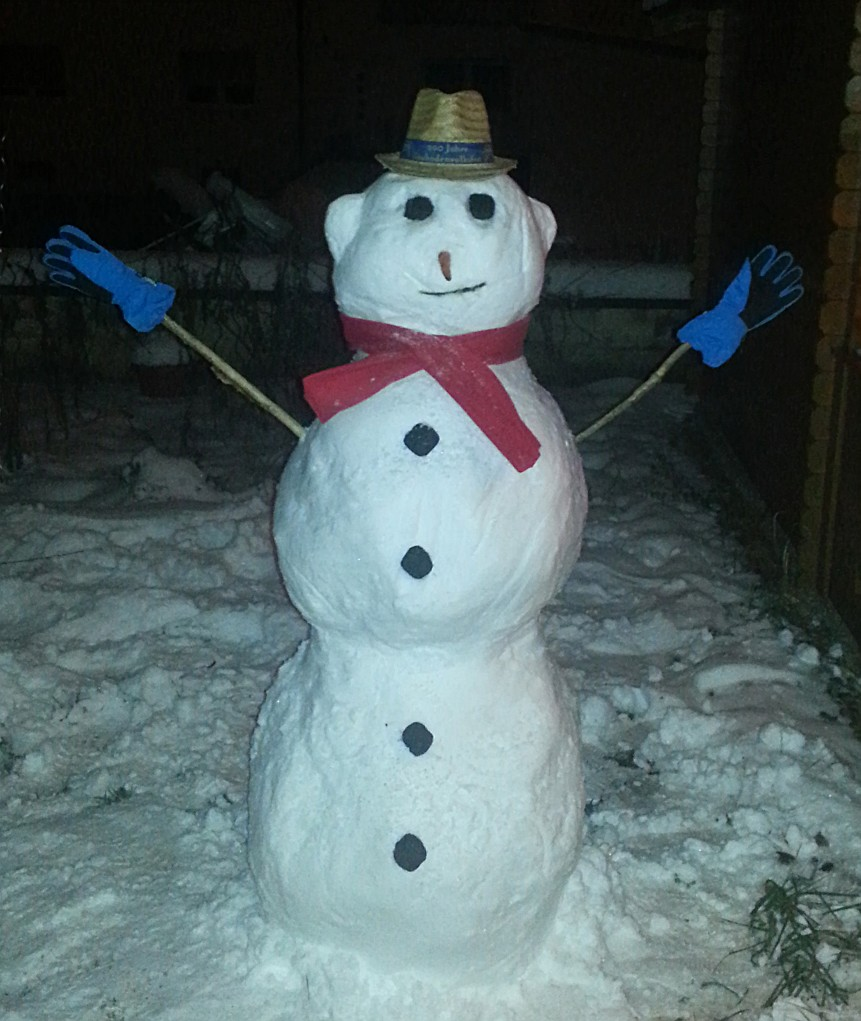
Muñeco de nieve en Alemania
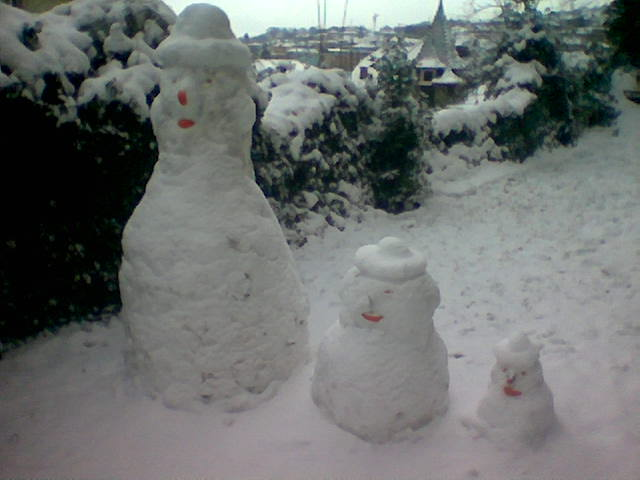
Familia de muñecos de nieve
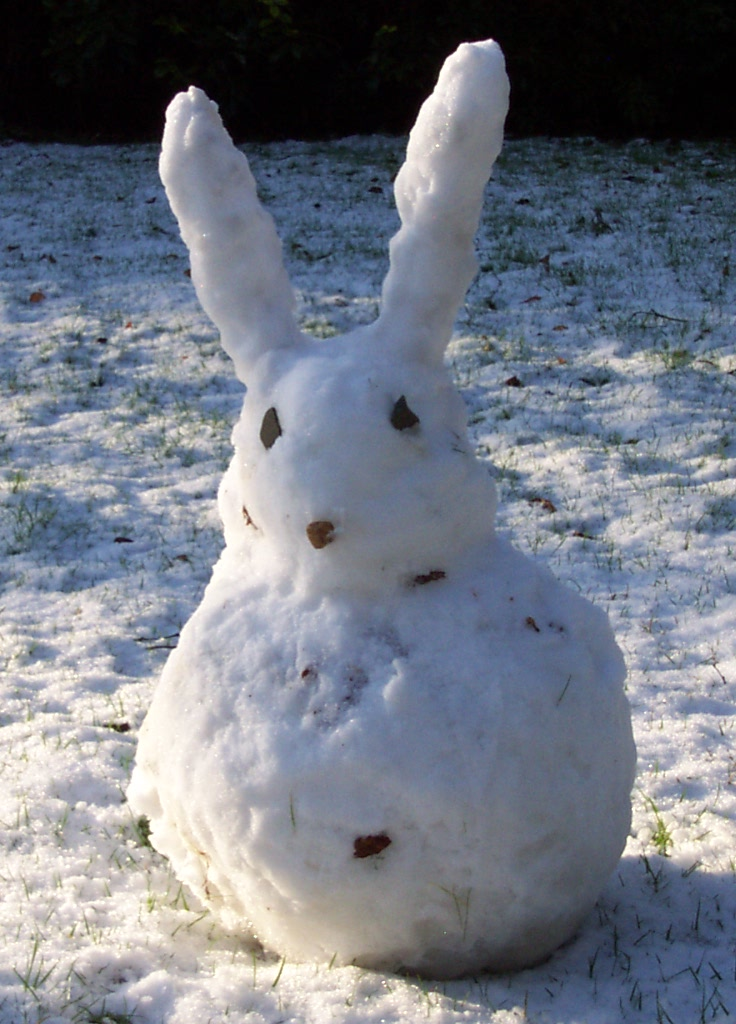
Conejo de nieve
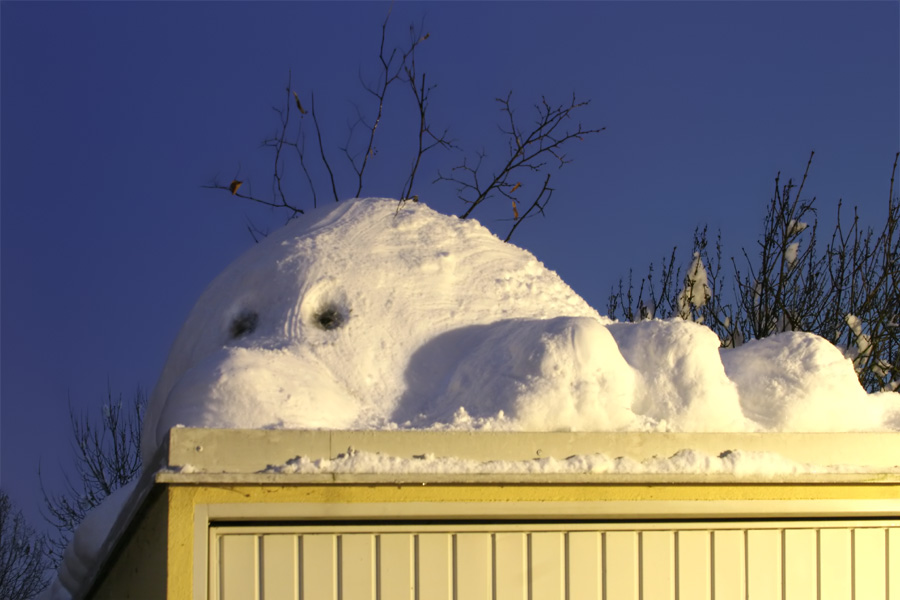
Muñeco de nieve asomado

- Datos: Q483985
- Multimedia: Snowmen / Q483985